# Armand Sabatier
Pour les articles homonymes, voir Sabatier.
Charles Paul Dieudonné Armand Sabatier, né le 13 janvier 1834 à Ganges et mort le 22 décembre 1910 à Montpellier, est un médecin et zoologiste français. 
Il est professeur de médecine à l'université de Montpellier, doyen de la faculté des sciences et créateur du laboratoire de zoologie marine de Sète. 

## Biographie
Armand Sabatier fait ses études à Montpellier, où il suit les cours de mathématiques spéciales au lycée, puis s'inscrit en médecine. Il fait ensuite trois ans d'internat à Lyon, puis revient à Montpellier, où il soutient en 1863 sa thèse de doctorat de médecine, intitulée « Étude anatomique, physiologique et clinique sur l’auscultation du poumon chez les enfants ». Il épouse Laure Gervais de Rouville, ils ont deux filles, Jeanne et Marie. Durant la guerre franco-allemande de 1870, il est chirurgien responsable des ambulances du midi. Après la guerre, il prépare son doctorat de sciences, qu'il obtient en 1873, après la soutenance d'une thèse intitulée « Le cœur et la circulation centrale des Vertébrés » puis, en 1876, il est nommé professeur titulaire de la chaire de zoologie de la faculté des sciences de Montpellier. Il est doyen de la faculté des sciences de 1891 à 1904.
Il est connu pour ses études d'anatomie comparée des animaux.
Il crée et dirige la station de zoologie maritime de Sète.
Le sculpteur Auguste Baussan réalise en 1905 un buste de lui déposé à l'université de Montpellier, inscrit sur la liste d'objets des Monuments historiques. Le peintre Édouard Marsal réalise un portrait également déposé à la faculté des sciences montpelliéraine, inscrit sur la liste des objets des Monuments historiques. 
Il est le fondateur de l'Église réformée indépendante de Montpellier, donne une série de cours sur l'évolutionnisme, théorie envers laquelle il se montre très favorable, à la faculté de théologie protestante de Montauban en 1884-1885.
Il est membre correspondant de l'Académie des sciences (1895-1910) et membre de l'Académie des sciences et lettres de Montpellier (1871-1886). Il est enterré au cimetière protestant de Montpellier.
Son nom est associé à l'« effet Sabatier », en photographie, mieux connu comme phénomène de solarisation.

## Hommage
Sabatieria, un genre de nématodes, est nommé en son honneur en 1903 par le zoologiste français Étienne de Rouville.

## Distinctions
- 1895-1910 : membre correspondant de l'Académie des sciences (section d'anatomie)
- 1899 : officier de la Légion d'honneur[11]

## Publications
- (thèse) Études sur le cœur et la circulation centrale dans la série des vertébrés, Montpellier/Paris, Coulet/V.A. Delahaye, 1873, lire en ligne sur Gallica [lire en ligne]
- Études sur la moule commune, « Mytilus edulis », Montpellier/Paris, Coulet/V.A. Delahaye, 1877 lire en ligne sur Gallica [lire en ligne]
- Essais d'un naturaliste transformiste sur quelques questions actuelles, Alençon, 1885, lire en ligne sur Gallica [lire en ligne]
- Le Transformisme et le récit biblique de la création, Montauban : impr. de J. Granié, 1885
- Orthodoxie et libéralisme, Dôle : imp. de C. Blind, 1888
- Essai sur l'immortalité au point de vue du naturalisme évolutionniste (conférences faites à l'université de Genève et de Paris en 1894 et 1895, Paris, Fiscbacher, 1895 lire en ligne sur Gallica [lire en ligne]
- Évolution et socialisme, Paris : impr. de Maréchal et Montorier, 1899
- Responsabilité de Dieu et responsabilité de la nature, Dole : impr. de Girardi et Audebert, 1903
- Philosophie de l'effort, Paris : F. Alcan, 1908
- Essai sur la vie et la mort, Paris, Veuve Babé et Cie, 1892, lire en ligne sur Gallica [lire en ligne]